# 幽灵山庄
《幽靈山莊》是古龍晚期作品，雖然1975年6月香港武俠春秋246期目錄已見《幽靈山莊》但是直到1977年才由春秋出版成書，為陸小鳳傳奇系列的第五本武俠小說。

### 內容介紹
陸小鳳混進幽靈山莊，察看幽靈山莊裡面的秘密，連手正道人士一舉殲滅幽靈山莊。且看陸小鳳如何化險為夷，撲朔迷離的劇情，事情的始末又如何發展，令人意想不到的結局。

## 出場人物
- 陸小鳳：「四條眉毛」，西門吹雪的朋友。為解開幽靈山莊的謎題，謊稱背叛西門吹雪而被追殺，和『六親不認』獨孤美 (男) 一同逃進幽靈山莊。
- 西門吹雪：「劍神」，長期居住在「萬梅山莊」，冷峻無情，慣穿一襲白衣，其劍法已達「無劍勝有劍」之境。
- 司空摘星：「偷王之王」，名滿天下的獨行俠盜，輕功高絕、機智過人，同時也是個易容術的老手，號稱是陸小鳳的唯一剋星。
- 石雁：武當第十三代掌門人，梅真人首徒、木道人的師侄，江湖聲望甚高，劍術內功俱是當世一流。
- 王十袋：丐幫長老，為丐幫歷代以來唯一一個背負十袋的長老，對丐幫的功勳極大，據石雁所說，其表面雖然是遊戲風塵、落拓不羈，實則是心胸狹窄、睚眥必報之人。
- 鷹眼老七：十二連環塢總瓢把子，其「分筋錯骨手」另有一功。

### 幽靈山莊
- 老刀把子：幽靈山莊的首領。武功深不可測，無人看過其真面目。其真實身分為武當派第一名宿木道人。

- 勾魂使者：真實身分為武當派劍客石鶴，也是武當掌門石雁的師兄。幽靈山莊的元老人物，與遊魂還有幽靈山莊的首領老刀把子三人一起創立幽靈山莊。

- 遊魂：幽靈山莊的元老人物，與勾魂使者還有幽靈山莊的首領老刀把子三人一起創立幽靈山莊。人皮面具後的真實身分是武當派俗家弟子的第一位名人-鍾無骨。黑虎幫本是他一手創立的，等到黑虎幫的根基穩固時，他也被逼到走投無路，跟著老刀把子逃到幽靈山莊。因為他得罪一個絕不該得罪之人——武當派的第一名宿：木道人。

- 葉靈：葉凌風與沈三娘的女兒，也是葉雪的妹妹。

- 葉雪：老刀把子與沈三娘的女兒，也是葉靈的姐姐。

- 『獨臂神龍』海奇闊：臉戴人皮面具，幽靈山莊人稱鈎子，使用兵器－鐵鈎。

- 花寡婦：臉戴人皮面具，真實身分為柳青青 。淮南大俠的女人，點蒼劍客謝堅的妻子。能將淮南柳家的獨門真氣，和點蒼秘傳『 流雲劍法 』融合為一。

- 『 顧飛雲 』：臉戴人皮面具，幽靈山莊人稱表哥。巴山劍客唯一的衣鉢傳人。會使出巴山門七七四十九手迴風舞柳劍『 巴山神劍 』。會使用下五門的迷香暗器－〔銷魂蝕骨散〕。

- 『 六親不認 』獨孤美 (男) ：帶著陸小鳳一起逃進幽靈山莊。二十年前，江湖中有三個名頭最響的獨行大盜，排行第一的就是獨孤美 (男)。

- 管家婆：真實身分為高濤，鳳尾幫內三堂香主。

- 將軍

- 『 辣手追魂 ( 辣手無情 ) 』杜鐵心：黑道七十二寨的刑堂總堂主。

- 『 飛魚島主 』干還：昔年南海羣劍中名聲僅次於『 白雲城主 』葉孤城的六位島主之一，在中原武林也很有名氣，不但，水性極高，劍法也不弱，獨門兵器－如意魚皮水靠、分水飛魚刺 ( 五對 ) 。

- 『 大頭鬼王 』司空斗：左手練的是白骨爪，右手練的是黑鬼爪，苦練已有二十年的功力。

- 『 百勝刀王 』關天武：

- 犬郎君：擅長做人皮面具。

### 玄門三大劍法
- 巴山門家傳七七四十九手迴風舞柳劍。

- 武當派的兩儀神劍。

- 崑崙派的飛龍大九式。

## 目　錄

### 版本一[1]
- 第一章 陸小鳳逃亡
- 第二章 同病相憐
- 第三章 同舟共濟
- 第四章 葉孤鴻自戕
- 第五章 苦況不堪言
- 第六章 四面楚歌
- 第七章 借酒同澆愁
- 第八章 重用陸小鳳
- 第九章 美人垂青
- 第十章 冒險登絕閣
- 第十一章 天雷行動
- 第十二章 鬼屋驚魂
- 第十三章 一定要成功
- 第十四章 風流舅舅
- 第十五章 巧計出重圍
- 第十六章 棋高一著
- 第十七章 遇襲遭俘虜
- 第十八章 曲終人散

### 版本二[2]
- 第一回　第十三個人
- 第二回　逃　亡
- 第三回　死亡之約
- 第四回　一個死人的世界
- 第五回　將軍吃肉
- 第六回　元老會的組織
- 第七回　同是天涯淪落人
- 第八回　又見山莊
- 第九回　畸人、畸情
- 第十回　午夜悲歌
- 第十一回　冒險登絕閣
- 第十二回　天雷行動
- 第十三回　鬼　屋
- 第十四回　最後指示
- 第十五回　香火道人
- 第十六回　樑上君子
- 第十七回　人皮面具
- 第十八回　功虧一簣
- 第十九回　油　鍋

## 改编电视剧
1978年陸小鳳之武當之戰TVB电视剧